# Rio dell'Orso
Le rio dell' Orso (en vénitien rio de l'Orso) est un canal de Venise dans le sestiere de San Marco.

## Toponymie
La Corte dell'Orso ou Corte di Ca'Orso donna son nom au rio. Sur le puits de marbre rouge est gravée une arme nobiliaire avec un ours debout au milieu. La famille Orso serait venue de Lucca au XIVe siècle et s'adonna à la soierie.
Un certain Petrus Orso obtint le patriciat en 1376 du doge Andrea Contarini.

## Description

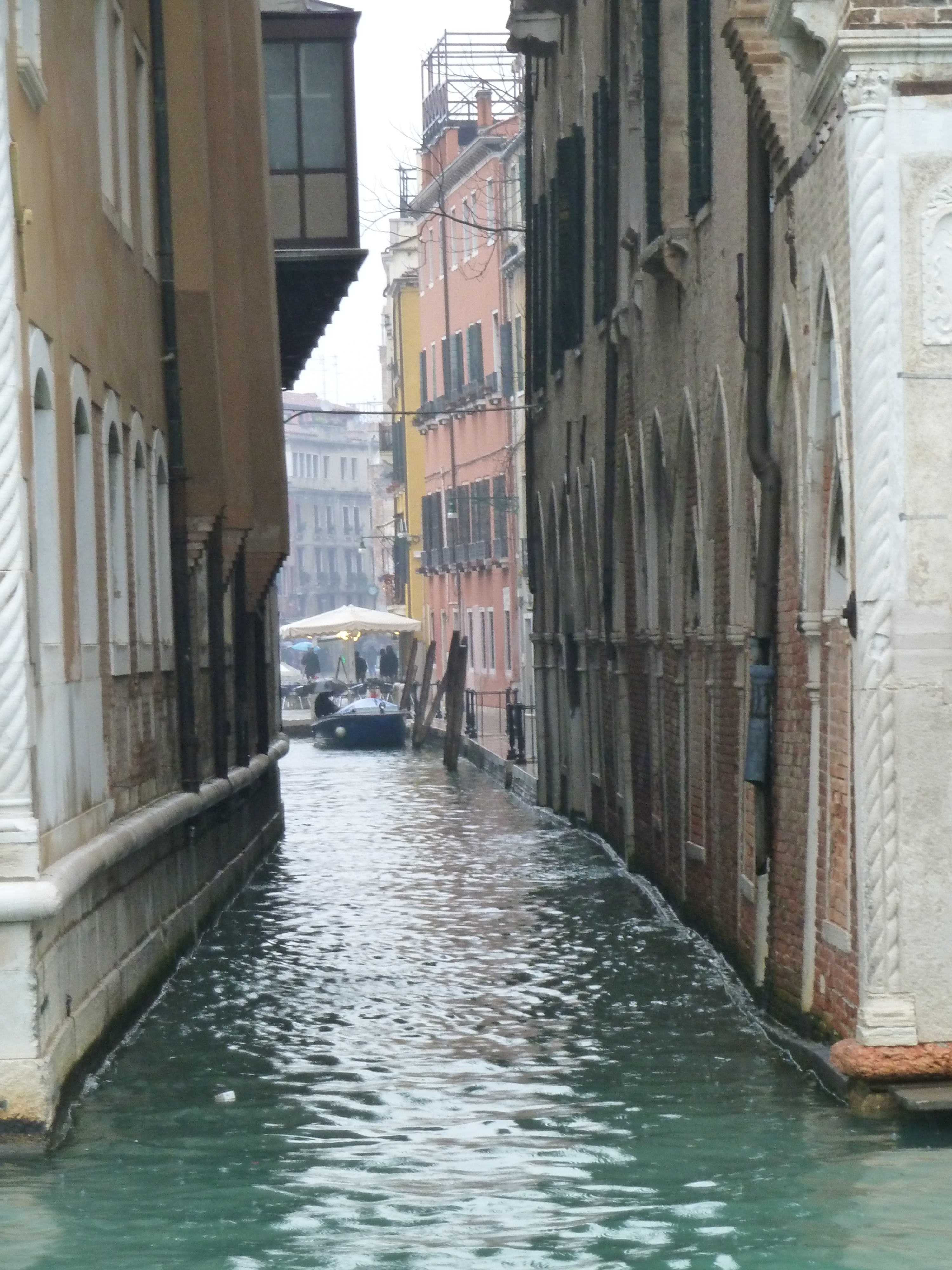
Le rio dell'Orso vu du Grand Canal

Le rio de l'Orso a une longueur de moins de 100 mètres. Il part du Grand Canal vers le nord-nord-est jusqu'au campo San Vidal, où il se termine en cul-de-sac.

## Situation
Ce rio débouche dans le Grand Canal entre les palais Barbaro et Cavalli-Franchetti.

## Ponts
Il n'est traversé par aucun pont.